# Lomblevél
A lomblevél általában a növényre legjellemzőbb levéltípus, amely feladata elsősorban az asszimiláció és a gázcsere. A legtöbb növény esetében ez teszi ki a levélzet tömegének legnagyobb részét.
A lomblevelek szintje felett találhatók a fellevelek, az alatt pedig az allevelek.

## Fénylevél és árnyéklevél
A fotoszintézis lehető lagnagyobb hatásfokának elérése céljából különböző fényviszonyokhoz alkalmazkodott változatai léteznek. Az alacsony megvilágításhoz alkalmazkodott levelet árnyéklevélnek, a magas megvilágításhoz alkalmazkodottat fénylevélnek nevezik.
A növények leveleinek egyes morfológiai bélyegeit befolyásolja az elhelyezkedésük, illetve a fénynek való kitettség. Ahogy fényigény szempontjából a teljes növényeket is megkülönböztetjük, beszélve például fényigényes, kevésbé fényigényes, árnyéktűrő és árnyékkedvelő növényekről, úgy egy-egy növényen is előfordulnak a különböző fényviszonyokhoz adaptálódott levelek. Egy növényen a gyakoribb esetben csak az egyik található meg, de pl. fás növényeknél – a fenotípusos alkalmazkodás vagy morfológiai plaszticitás példájaként – mindkettő előfordulhat (a korona felső részén inkább fénylevelek, alján inkább árnyéklevelek találhatók). A több lombkoronaszinten keresztülnövő liánok is alkalmazkodhatnak az eltérő fényviszonyokhoz; pl. a borostyán (Hedera) esetében a gyökerező hajtás levele 3 karéjú árnyéklevél, a fára kúszó hajtáson romboid alakú fénylevelek fejlődnek.